# Edmund-Hillary-Statue

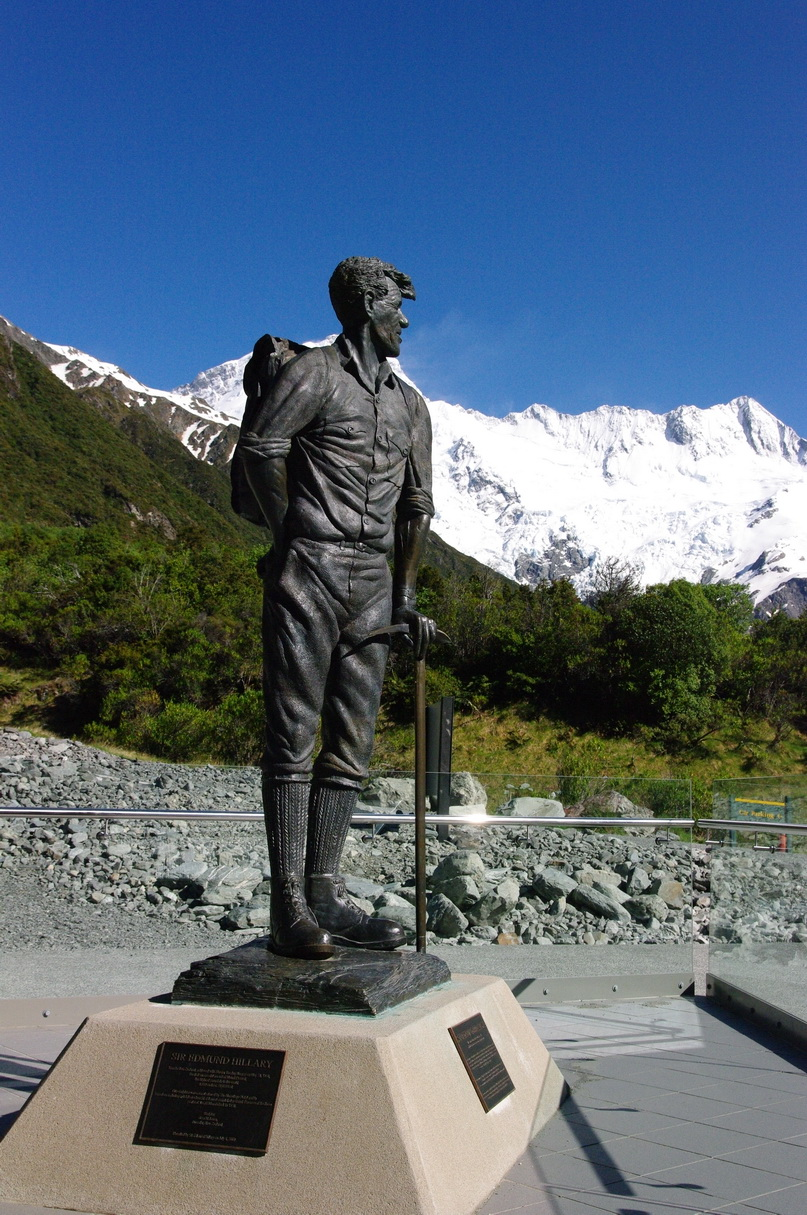
Edmund-Hillary-Statue mit dem Aoraki/Mount Cook im Hintergrund

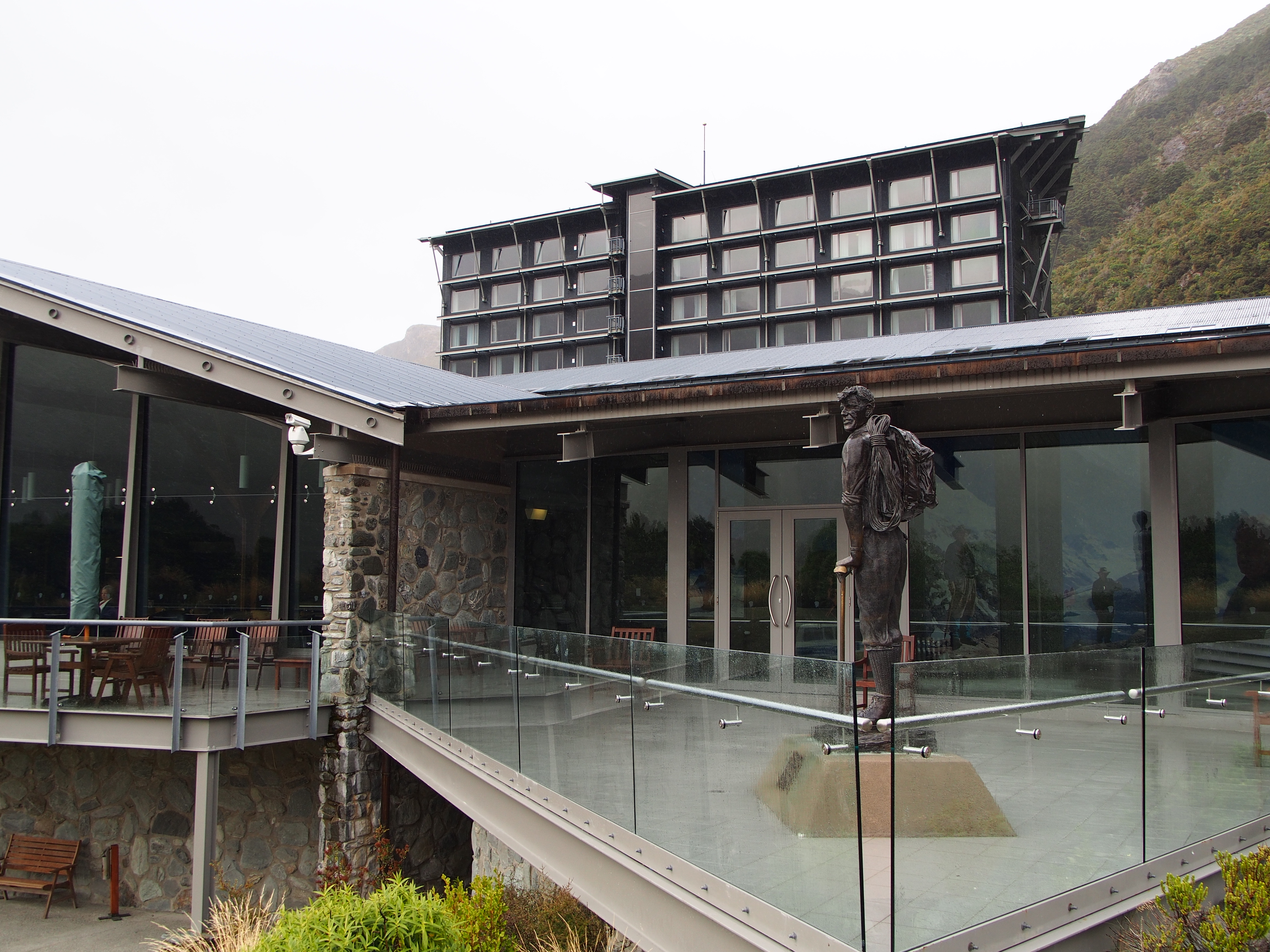
Edmund-Hillary-Statue auf der Terrasse des Hermitage-Hotels

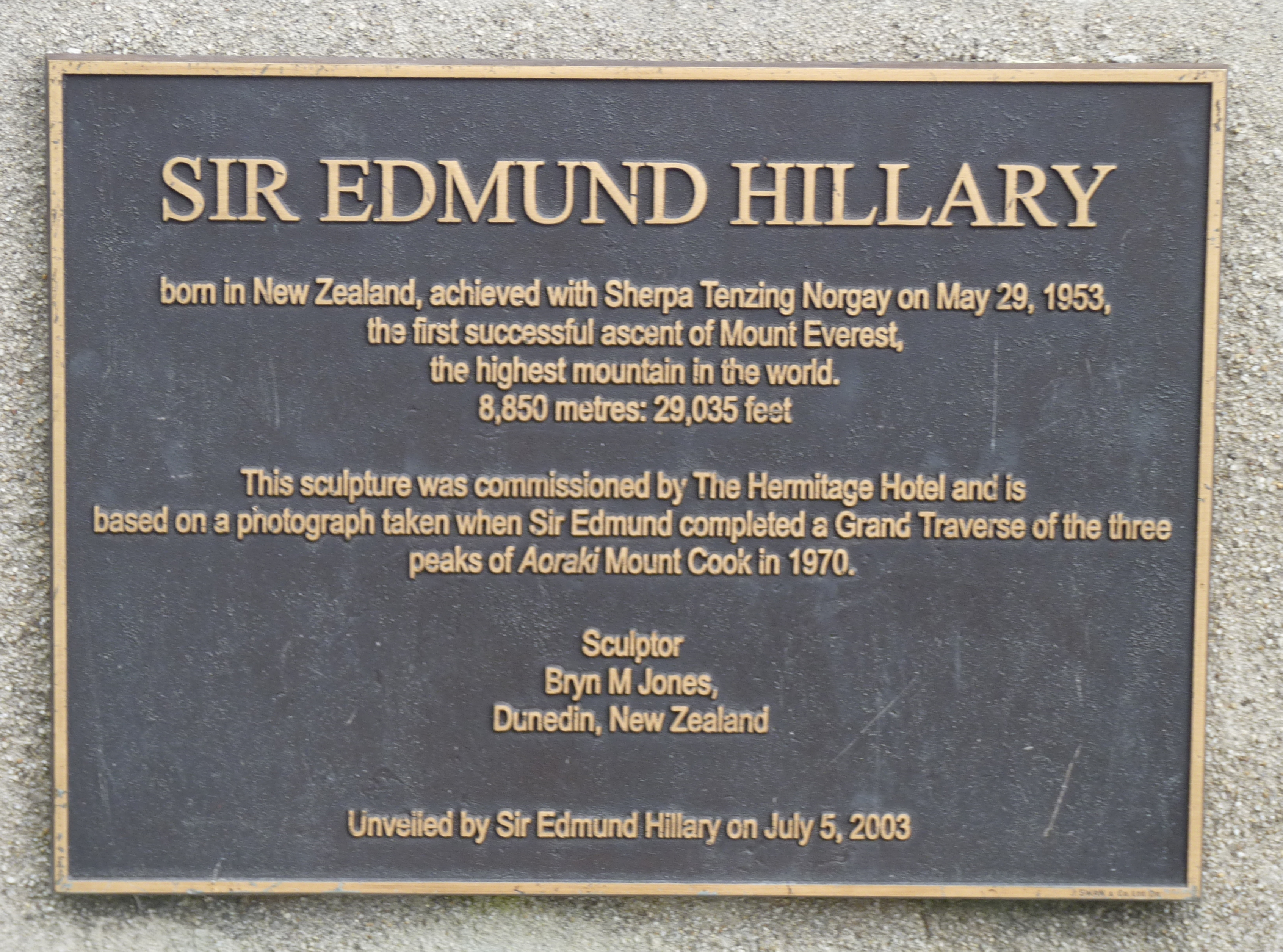
Informationstafel I

Die Edmund-Hillary-Statue ist eine von dem aus Dunedin stammenden Bildhauer Brian M. Jones geschaffene Statue des neuseeländischen Bergsteigers Edmund Hillary (1919–2008), dem 1953 die Erstbesteigung des Mount Everest, des höchsten Berges der Erde gelang. Die Statue befindet sich in dem kleinen Ort Aoraki/Mount Cook vor dem Sir Edmund Hillary Alpine Centre mit Blick auf den Berg Aoraki/Mount Cook, der mit einer Höhe von 3724 Metern die höchste Erhebung Neuseelands ist.

## Geschichte
Die Edmund-Hillary-Statue wurde vom Hermitage-Hotel in Auftrag gegeben und basiert auf einem Foto, das aufgenommen wurde, nachdem Hillary eine ausgedehnte Gebirgstour über drei Gipfel des Mount Cook anlässlich seines 50. Geburtstags absolviert hatte. Gleichzeitig wird an den 50. Jahrestag der Erstbesteigung des Mount Everest gedacht. Auch der Mount-Cook-Nationalparks feierte parallel dazu sein 50-jähriges Jubiläum. Edmund Hillary enthüllte die ihm gewidmete Statue am 5. Juli 2003 selbst vor dem Hotel. Sie steht inzwischen auf der Terrasse des Hermitage-Hotels neben dem Sir Edmund Hillary Alpine Centre, einem Museum, das sich im Hotelgebäude befindet.

## Beschreibung
Die etwa lebensgroße, von dem Bildhauer Brian M. Jones aus Bronze gefertigte Statue zeigt Hillary im Alter von 50 Jahren nach einer Bergtour. Er ist mit einem Freizeithemd bekleidet, die Ärmel sind hochgekrempelt. Außerdem trägt er enge Knickerbocker, Kniestrümpfe und feste Bergsteigerstiefel, jedoch keine Kopfbedeckung. Sein Blick ist in Richtung der Berggipfel gewandt. Mit der linken Hand stützt er sich auf einem Eispickel ab. Auf dem Rücken trägt er einen Rucksack.
Die Statue steht auf einem niedrigen, leicht angeschrägten sandfarbenen Steinsockel. An zwei Seiten sind Informationstafeln angebracht, deren eine die Erstbesteigung des Mount Everest durch Sir Edmund Hillary, sowie den Sponsor der Statue, die fotografische Vorlage, den Bildhauer, und das Enthüllungsdatum nennt. Die zweite Tafel enthält unter anderem Angaben zu Hillarys Aufenthalt und seine Gebirgstouren im Mount Cook-Gebiet mit dem Mount-Cook-Nationalpark und würdigt außerdem seinen Einsatz für die schulische Ausbildung und die medizinische Versorgung der nepalesischen Sherpas sowie sein Bestreben, die Kultur und die Schönheit des Himalaya zu erhalten.